# アルフレッドノーベル
アルフレッドノーベル (Alfred Nobel) とはアイルランドで生産された競走馬である。G1競走の勝ち鞍は2009年のフェニックスステークス。主戦騎手はジョニー・ムルタが務めていた。

## 経歴
2009年（2歳）
4月18日にナアス競馬場で行われたメイドン競走が競走馬デビュー戦となったが2着で、続く5月4日にカラ競馬場で行われたメイドン競走は3着、そしてデビュー3戦目となった5月28日にレパーズタウン競馬場で行われたメイドン競走を制して初勝利を挙げた。初勝利後は重賞競走初挑戦となる6月28日のレイルウェイステークス（G2）を1番人気の支持に応えてレースを制して重賞競走初勝利を挙げ、続くG1競走初挑戦となる7月26日のフェニックスステークスも1番人気で制し、3連勝でG1競走初勝利を挙げた。 続く9月12日のナショナルステークスでも圧倒的1番人気に支持されたが、6着と殿負けに終わった。10月3日の特別戦5着の後、米国に遠征して11月7日のブリーダーズカップ・ジュヴェナイルに出走したが10着と大敗した。
2010年（3歳）
緒戦は4月11日の一般競走に出走したが7着、続く5月22日のグリーンランドステークス(G3)でも3着に敗れた。このレースを最後に現役を引退し、種牡馬となる。

## 競走成績
| 年月日 | 年月日 | 年月日 | 競馬場         | 競走名        | 格 | 頭 数 | ゲート 番 | オッズ （人気） | 着順 | 騎手     | 斤 量 | 距離（馬場） | タイム  | 着差  | 勝ち馬/（2着馬）      |
| 2009   | 4.     | 18     | ナアス         | メイドン      |    | 8     | 1         |                 | 2着  | J.ムルタ | 129lb | 芝5f（Y）    |         | 1/2   | Pilgrim Dancer        |
|        | 5.     | 4      | カラ           | メイドン      |    | 12    | 11        |                 | 3着  | J.ムルタ | 129lb | 芝6f（Hy）   |         | 3/4   | Atasari               |
|        | 5.     | 28     | レパーズタウン | メイドン      |    | 9     | 6         |                 | 1着  | J.ムルタ | 129lb | 芝7f（G）    | 1:27.30 | 1.1/2 | （Montecchio）        |
|        | 6.     | 28     | カラ           | レイルウェイS | G2 | 6     | 3         | 2.50（1人）     | 1着  | J.ムルタ | 127lb | 芝6f（GY）   | 1:15.05 | 1.1/4 | （In Some Respect）   |
|        | 7.     | 26     | カラ           | フェニックスS | G1 | 8     | 3         | 2.25（1人）     | 1着  | J.ムルタ | 127lb | 芝6f（Hy）   | 1:20.37 | 1/2   | （Air Chief Marshal） |

※1ポンド（lb）は約0.453キログラム。
年度別競走成績
- 2009年（2歳） 8戦3勝
  - 1着 レイルウェイステークス（G2）、フェニックスステークス（G1）
- 2010年（3歳） 2戦0勝

## 血統表
| アルフレッドノーベルの血統ダンジグ系／Danzig 3×4=18.70%、Natalma 5×5=6.25%（父内） | アルフレッドノーベルの血統ダンジグ系／Danzig 3×4=18.70%、Natalma 5×5=6.25%（父内） | アルフレッドノーベルの血統ダンジグ系／Danzig 3×4=18.70%、Natalma 5×5=6.25%（父内） | （血統表の出典）   | （血統表の出典） |
| 父 Danehill Dancer 1993 鹿毛                                                       | 父の父*デインヒル Danehill 1986 鹿毛                                               | Danzig                                                                             | Northern Dancer    | Northern Dancer  |
| 父 Danehill Dancer 1993 鹿毛                                                       | 父の父*デインヒル Danehill 1986 鹿毛                                               | Danzig                                                                             | Pas de Nom         |                  |
| 父 Danehill Dancer 1993 鹿毛                                                       | 父の父*デインヒル Danehill 1986 鹿毛                                               | Razy Ana                                                                           | His Majesty        | His Majesty      |
| 父 Danehill Dancer 1993 鹿毛                                                       | 父の父*デインヒル Danehill 1986 鹿毛                                               | Razy Ana                                                                           | Spring Adieu       |                  |
| 父 Danehill Dancer 1993 鹿毛                                                       | 父の母Mira Adonde 1986 鹿毛                                                        | Sharpen Up                                                                         | *エタン            | *エタン          |
| 父 Danehill Dancer 1993 鹿毛                                                       | 父の母Mira Adonde 1986 鹿毛                                                        | Sharpen Up                                                                         | Rocchetta          |                  |
| 父 Danehill Dancer 1993 鹿毛                                                       | 父の母Mira Adonde 1986 鹿毛                                                        | Lettre d'Amour                                                                     | Caro               | Caro             |
| 父 Danehill Dancer 1993 鹿毛                                                       | 父の母Mira Adonde 1986 鹿毛                                                        | Lettre d'Amour                                                                     | Lianga             |                  |
| 母 Glinting Desert 2002 鹿毛                                                       | 母の父Desert Prince 1995 鹿毛                                                      | Green Desert                                                                       | Danzig             | Danzig           |
| 母 Glinting Desert 2002 鹿毛                                                       | 母の父Desert Prince 1995 鹿毛                                                      | Green Desert                                                                       | Foreign Courier    |                  |
| 母 Glinting Desert 2002 鹿毛                                                       | 母の父Desert Prince 1995 鹿毛                                                      | Flying Fairy                                                                       | Bustino            | Bustino          |
| 母 Glinting Desert 2002 鹿毛                                                       | 母の父Desert Prince 1995 鹿毛                                                      | Flying Fairy                                                                       | Fairy Footsteps    |                  |
| 母 Glinting Desert 2002 鹿毛                                                       | 母の母Dazzling Park 1996 青鹿毛                                                    | *ウォーニング Warning                                                              | Known Fact         | Known Fact       |
| 母 Glinting Desert 2002 鹿毛                                                       | 母の母Dazzling Park 1996 青鹿毛                                                    | *ウォーニング Warning                                                              | Slightly Dangerous |                  |
| 母 Glinting Desert 2002 鹿毛                                                       | 母の母Dazzling Park 1996 青鹿毛                                                    | Park Express                                                                       | Ahonoora           | Ahonoora         |
| 母 Glinting Desert 2002 鹿毛                                                       | 母の母Dazzling Park 1996 青鹿毛                                                    | Park Express                                                                       | Matcher F-No.19-b  |                  |

血統背景
- 曾祖母、パークエクスプレス（1983年フェニックスチャンピオンステークス、他重賞競走2勝）
- 大伯父（祖母の半兄）、シンコウフォレスト（1998年高松宮記念、他重賞競走2勝）
- 大叔父（祖母の半弟）、ニューアプローチ（2007年ナショナルステークスなどG1競走5勝、他重賞競走1勝）